# Guet-apens (film, 1994)
Pour les articles homonymes, voir Guet-apens.
Pour plus de détails, voir Fiche technique et Distribution.
Guet-apens ou Le guet-apens au Québec (The Getaway) est un film américain réalisé par Roger Donaldson et sorti en 1994. Il s'agit d'une adaptation du roman The Getaway de Jim Thompson publié en 1958 aux États-Unis. Le roman avait déjà été adapté au cinéma en 1972 avec Guet-apens réalisé par Sam Peckinpah.

## Synopsis
En échange de sa liberté, le détenu Carter « Doc » McCoy doit à sa sortie de prison réaliser le braquage d'une banque pour le compte de Jack Benyon. Après avoir abattu son complice Rudy Butler qui avait tenté de le tuer, il s'enfuit avec sa femme et l'argent volé à travers les États-Unis.

## Fiche technique
Sauf indication contraire, les informations mentionnées dans cette section peuvent être confirmées par la base de données cinématographiques IMDb,  présente dans la section « Liens externes ».
- Titre français : Guet-apens
- Titre québécois : Le guet-apens
- Titre original : The Getaway
- Réalisation : Roger Donaldson
- Scénario : Walter Hill et Amy Holden Jones, d'après le roman The Getaway de Jim Thompson
- Musique : Mark Isham
- Photographie : Peter Menzies Jr.
- Montage : Conrad Buff IV
- Décors : Joseph C. Nemec III
- Costumes : Marilyn Vance
- Production : David Foster, John Alan Simon et Lawrence Turman
- Sociétés de production : David Foster Productions, JVC Entertainment, Largo Entertainment et Turman-Foster Company
- Distribution : Universal Pictures (États-Unis), AMLF (France)
- Pays de production : États-Unis
- Format : Couleurs - 2,35:1 - DTS - 35 mm
- Genre : film de casse, action, thriller
- Durée : 116 minutes
- Dates de sortie : 
  - États-Unis : 11 février 1994
  - France : 6 avril 1994

## Distribution
- Alec Baldwin (V. F. : Bernard Lanneau) : Carter « Doc » McCoy
- Kim Basinger (V. F. : Micky Sébastian) : Carol McCoy
- Michael Madsen (V. F. : Pascal Renwick) : Rudy Travis
- James Woods (V. F. : Patrick Floersheim) : Jack Benyon
- David Morse : Jim Deer Jackson
- Jennifer Tilly (V. F. : Joséphine Petrilli) : Fran Carvey
- James Stephens (en) (V. F. : Éric Legrand) : Harold Carvey, DVM
- Richard Farnsworth (V.F : Henri Labussière) : Slim
- Philip Seymour Hoffman : Frank Hansen
- Burton Gilliam (en) : Gollie
- Royce D. Applegate : le vendeur du magasin d'armes
- Daniel Villarreal : Luis Mendoza
- Scott McKenna : l'homme à la chemise rouge
- Alex Colon : Ramon

Source et légende : Version française (V. F.) sur Doublagissimo

## Production

### Genèse et développement
Au début des années 1970, Walter Hill écrit une adaptation du roman The Getaway de Jim Thompson, publié en 1958. Le film, Guet-apens, est réalisé par Sam Peckinpah et sort en 1972. En 1990, la femme de Walter, Hildy Gottlieb, arrête son métier d'agent pour gérer la société de production d'Alec Baldwin, Meadowbrook Productions. Walter Hill et Alec Baldwin sont amis et avaient failli travailler ensemble pour Le Fugitif, finalement réalisé Andrew Davis et interprété par Harrison Ford. Alec Baldwin expliquera plus tard que Walter Hill souhaitait depuis des années adapter son scénario original de 1972, avant les modifications apportées par Sam Peckinpah. Walter Hill devait donc réaliser lui-même cette nouvelle version avec Alec Baldwin dans le rôle principal. Alec Baldwin explique qu'après des problèmes de budget, Walter Hill part tourner Geronimo et l'équipe se retrouve sans lui,.
La réalisation est proposée à Roger Donaldson, qui refuse ne voulant pas faire un remake. Mais après avoir lu le script, il se rend compte qu'il est bien différent de la première adaptation par Sam Peckinpah. Il accepte donc le poste de réalisateur.

### Attribution des rôles
Pour le rôle féminin principal, Alec Baldwin pense à son compagne de l'époque Kim Basinger, rencontrée lors du tournage de La Chanteuse et le Milliardaire (1991). L'actrice est d'abord hésitante car elle apprécie le film de 1972. Cependant, après avoir relu le roman original, elle pense qu'il y a de la place pour une belle intrigue amoureuse et accepte. Ironiquement, Steve McQueen et Ali MacGraw, qui incarnaient ces rôles dans le film de 1972, étaient également en couple à cette époque.

### Tournage
Le tournage a lieu d'avril à juin 1993. Il se déroule en Arizona (Phoenix, Coolidge, Prescott, Flagstaff et Yuma), dans le Désert de Sonora et à Bavispe dans l'état de Sonora au Mexique.
À la fin du film, il s'agit du même hôtel que dans le film de 1972[réf. nécessaire].

## Bande originale
- Carmelita, composé par David White.
- Si tu me quieres, composé par David White.
- Now And Forever, interprété par Richard Marx.

## Accueil
Le film reçoit des critiques globalement négatives. Sur l'agrégateur américain Rotten Tomatoes, il récolte 33% d'opinions favorables pour 21 critiques et une note moyenne de 4,76⁄10. Sur Metacritic, il obtient une note moyenne de 51⁄100 pour 23 critiques.
Aux États-Unis, le film enregistre 16 094 974 $ de recettes et 30 057 974 $ dans le monde. En France, il attire 483 082 spectateurs en salles.

## Récompenses et distinctions
- Nomination au prix de la femme la plus désirable pour Kim Basinger, lors des MTV Movie Awards 1994.
- Nomination au prix de la pire actrice pour Kim Basinger, lors des Razzie Awards 1995.

## Autour du film
- L'homme qui vend son camion à la fin du film se nomme Slim. Dans la version de 1972, ce rôle était tenu par Slim Pickens[4].